# Kingda Ka

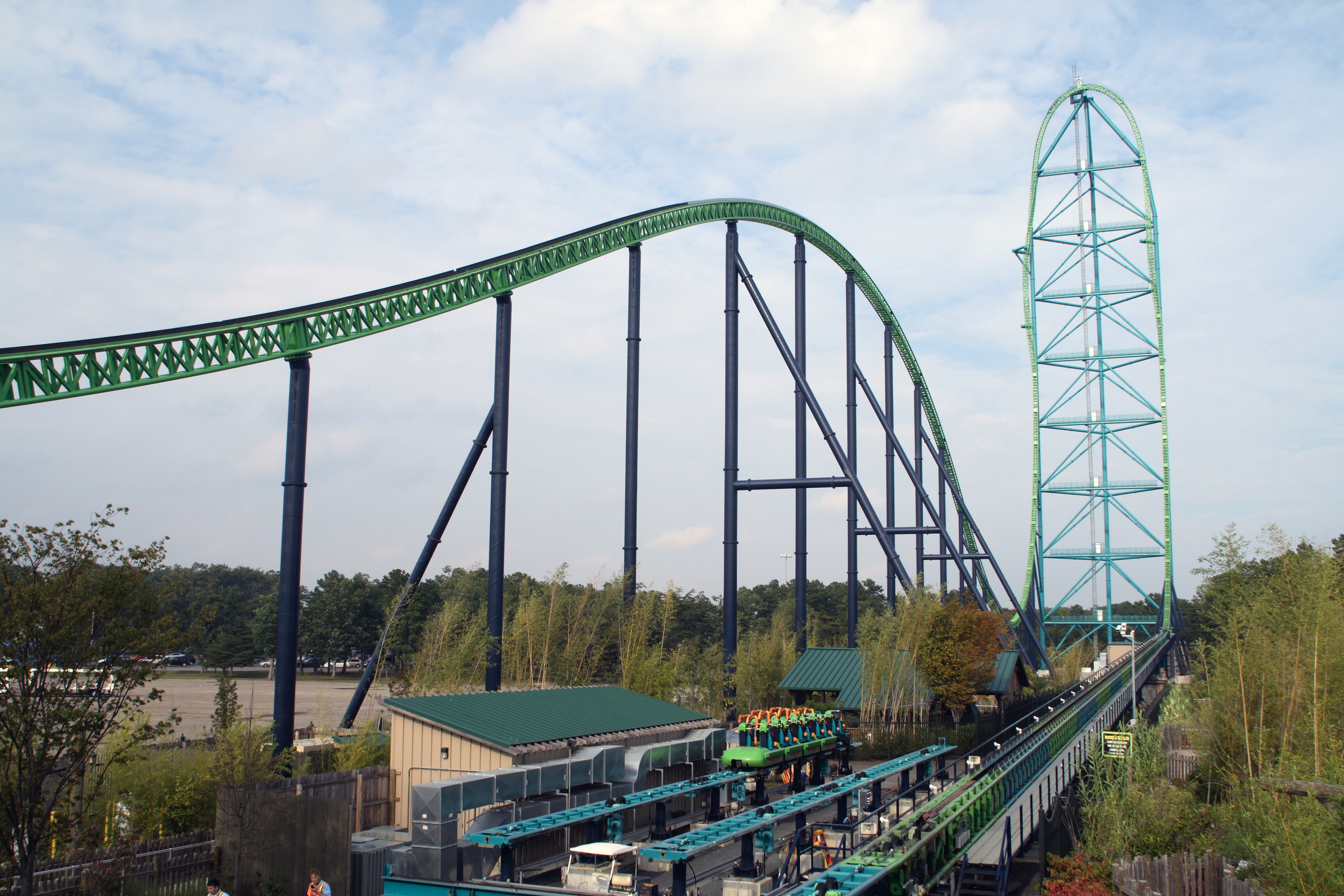
Horská dráha Kingda Ka

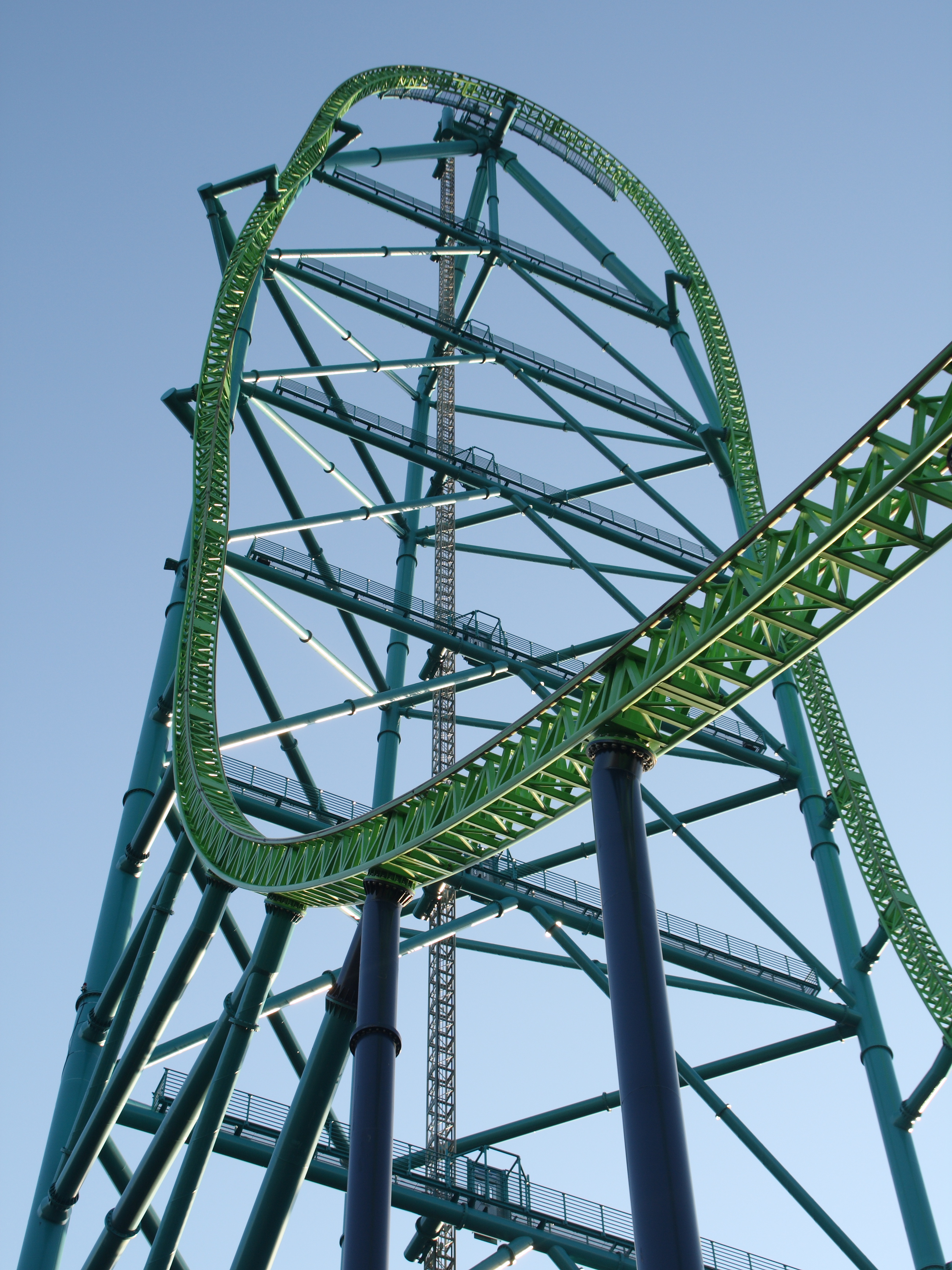
Pohled na věž horské dráhy

Kingda Ka byla ocelová horská dráha, umístěná v zábavním parku Six Flags Great Adventure ve městě Jackson v New Jersey (USA).
Oficiálně byla otevřena 21. května 2005 jako součást nové části parku, nazvaným Golden Kingdom (Zlaté království). V době otevření byla nejvyšší a nejrychlejší horskou dráhou na světě, porážejíc podobnou horskou dráhu Top Thrill Dragster v parku Cedar Point v Ohiu v USA. Název atrakce je dílem tvůrčí skupiny a má znamenat „Král mezi horskými dráhami“.
4. listopadu 2010 se doposud nejrychlejší horskou dráhou stala Formula Rossa v Abú Zabí.
14. listopadu 2024 bylo oznámeno uzavření této horské dráhy.

## Atrakce

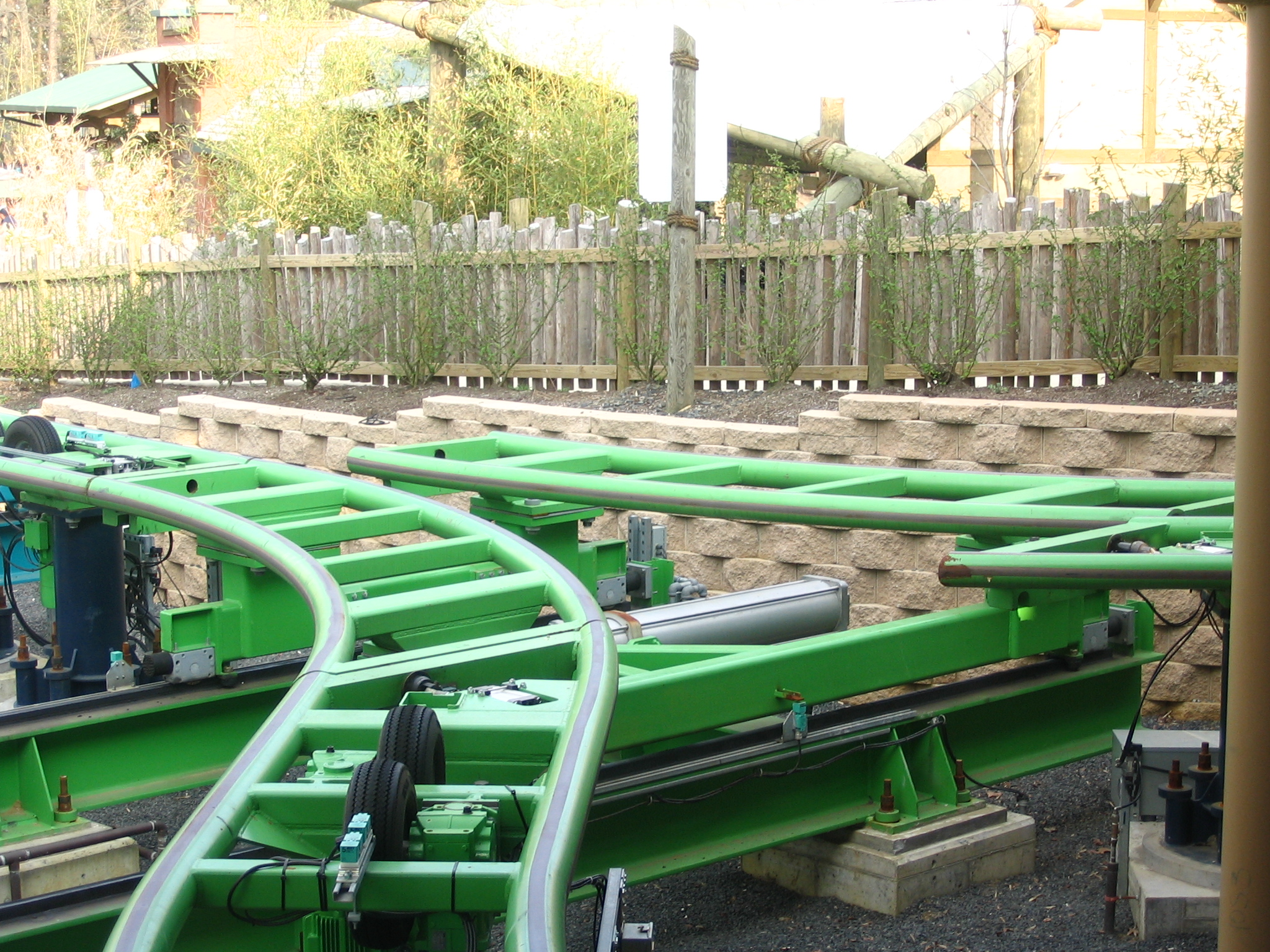
Výhybka u výjezdu z nástupiště

Je vysoká 139 metrů a dosahuje maximální rychlosti 205 km/h. Díky hydraulickému katapultačnímu systému je tato rychlost dosažena již za 3,5 sekundy (podobný systém ale na parním principu je použit na letadlových lodích). Celková délka dráhy je 950 m a díky veliké rychlosti je celková doba jízdy pouze 28 sekund. Ve frontě se ale nezřídka čekalo přes 3 hodiny, avšak v roce 2007 byla zaveden nový systém výhybek u nástupiště, který umožnil zapojení všech čtyř vláčků a urychlil tak nastupování na horskou dráhu.
Dráha se skládá ze dvou převýšení, po vystřelení se kolmo vzhůru s rotací 90° vyjede na první, 139 metrů vysoký. Poté se s rotací 270° sjede kolmo dolů a plynule se přejede na druhé převýšení, které je nižší (32,25 metrů). V dešti není Kingda Ka v provozu, protože náraz na kapku v této rychlosti je velmi bolestivý.

## Bezpečnost
Bezpečnostní prvky jsou na velmi vysoké úrovni. Návštěvníky chrání hydraulický zádržný systém, který je navíc sekundárně jištěn malým bezpečnostním pásem. Již při vstupu do čekací zóny jsou návštěvníci upozorněni, že vlak nemusí první převýšení překonat. Tomuto jevu se říká rollback a atrakce je na něj díky systému brzd připravena. Po rollbacku následuje druhý start.
Před vstupem do čekací zóny těsně před nástupem na atrakci jsou k dispozici placené skříňky na odložení všech nepřipevněných osobních věcí nebo věcí, které by mohly překážet či tlačit. Nejsou povoleny ani brýle, mnoho lidí ale i přes reálné riziko pašuje fotoaparáty nebo videokamery.

## Poruchy

### 8. června 2005
Ani ne měsíc po slavnostním otevření došlo k poškození tažného lana, brzdné soustavy a motoru. Testování atrakce proběhlo od 21. června 2005 a 4. srpna 2005 byla Kingda Ka znovuotevřená.

### 5. května 2006
Došlo k hlášení ztráty mobilního telefonu jednoho z návštěvníků. Telefon zřejmě zapadl do rozjezdové dráhy a způsobil poruchu. Testování katapultu bez vlaku dopadlo úspěšně, ale při testovacím vystřelení vlaku byla slyšet hlasitá rána, doplněná zajiskřením. Proto byla atrakce raději uzavřena, na skutečnou příčinu zajiskření se však nepřišlo. Testování začalo 21. května a 25. května došlo ke znovuotevření.

### 3. července 2006
Byl den po silné bouřce, během které zasáhl blesk budovu, ve které se nacházejí řídící systémy mnoha atrakcí v parku. Blesk neušetřil ani první převýšení Kingda Ka. Proto byla uzavřena po celý den, nicméně druhý den již byla otevřena.

### 6. května 2009
V noci ze 6. na 7. května zasáhl atrakci blesk a závažně ji poškodil. Atrakce byla otevřena 9. a 10. května, ale odstávek během dne bylo více, než obvykle. 20. května park oznámil, že Kingda Ka bude mimo provoz delší dobu. 31. května byla atrakce znovuzprovozněna, ale opět s častějšími problémy. Proto byly zahájeny generální opravy, které trvají celé léto a během nich jsou vyměněny a zdokonaleny klíčové systémy, což by mělo vést k méně častým odstávkám atrakce v budoucnosti.